# Rivera de Vall
Rivera de Vall (La Ribera d'Avall en catalán ribagorzano) es una localidad española perteneciente al municipio de Arén, en la Ribagorza, provincia de Huesca, Aragón. Se trata de una de las aldeas que conformaban Cornudella de Baliera.
Su iglesia parroquial es del siglo XVIII, cuya portada románica procede de la ermita de San Pedro (del siglo XII), hoy en ruinas.
En sus cercanías se encuentra el castillo de Cornudella, en ruinas.